# ليندسي غاردنر
ليندسي غاردنر (بالإنجليزية: Lindsay Gardner)‏ هو شخصية أعمال أمريكي، ولد في 3 يونيو 1960 في نيويورك في الولايات المتحدة.